# Sitios Ramsar de Burkina Faso

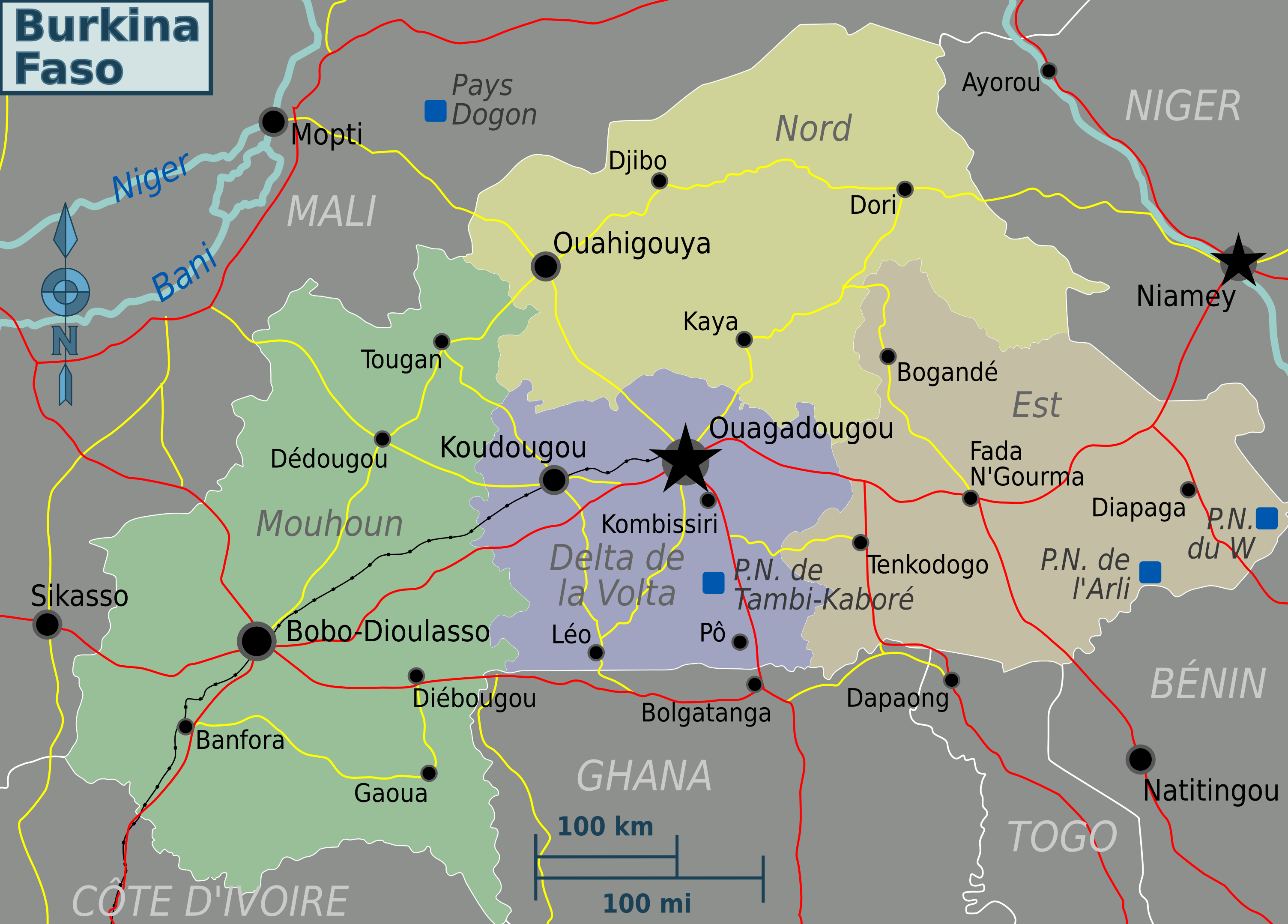
Regiones de Burkina Faso

En Burkina Faso hay 22 sitios Ramsar, que son humedales de importancia internacional, que ocupan 18.723,79 km². En 2019 se añadieron dos nuevos sitios Ramsar en el valle del río Sourou, afluente del Volta Negro, compartido con Malí, convirtiendo este valle en el cuarto sitio Ramsar transfronterizo de África, con más de 770 km². En Malí se encuentra el sitio Ramsar de la llanura aluvial del Sourou, con 565 km², y en Burkina Faso, el sitio Ramsar del valle del Sourou, con 211,6 km².

### Parques nacionales

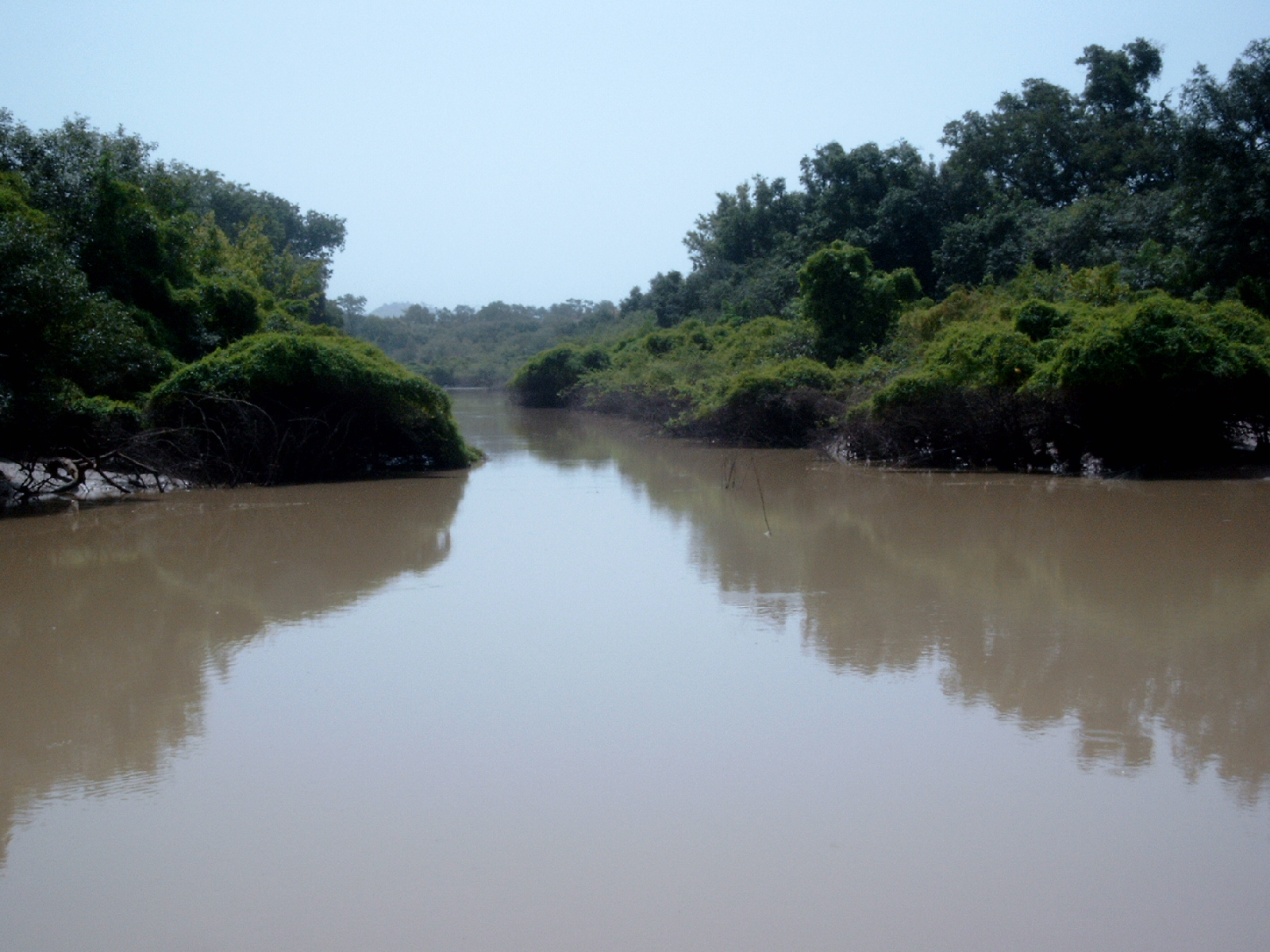
Parque nacional de Arli

- Reserva Integral de Fauna de Arli, 795 km²
- Parque nacional W de Burkina Faso, 3115 km²

### Embalses

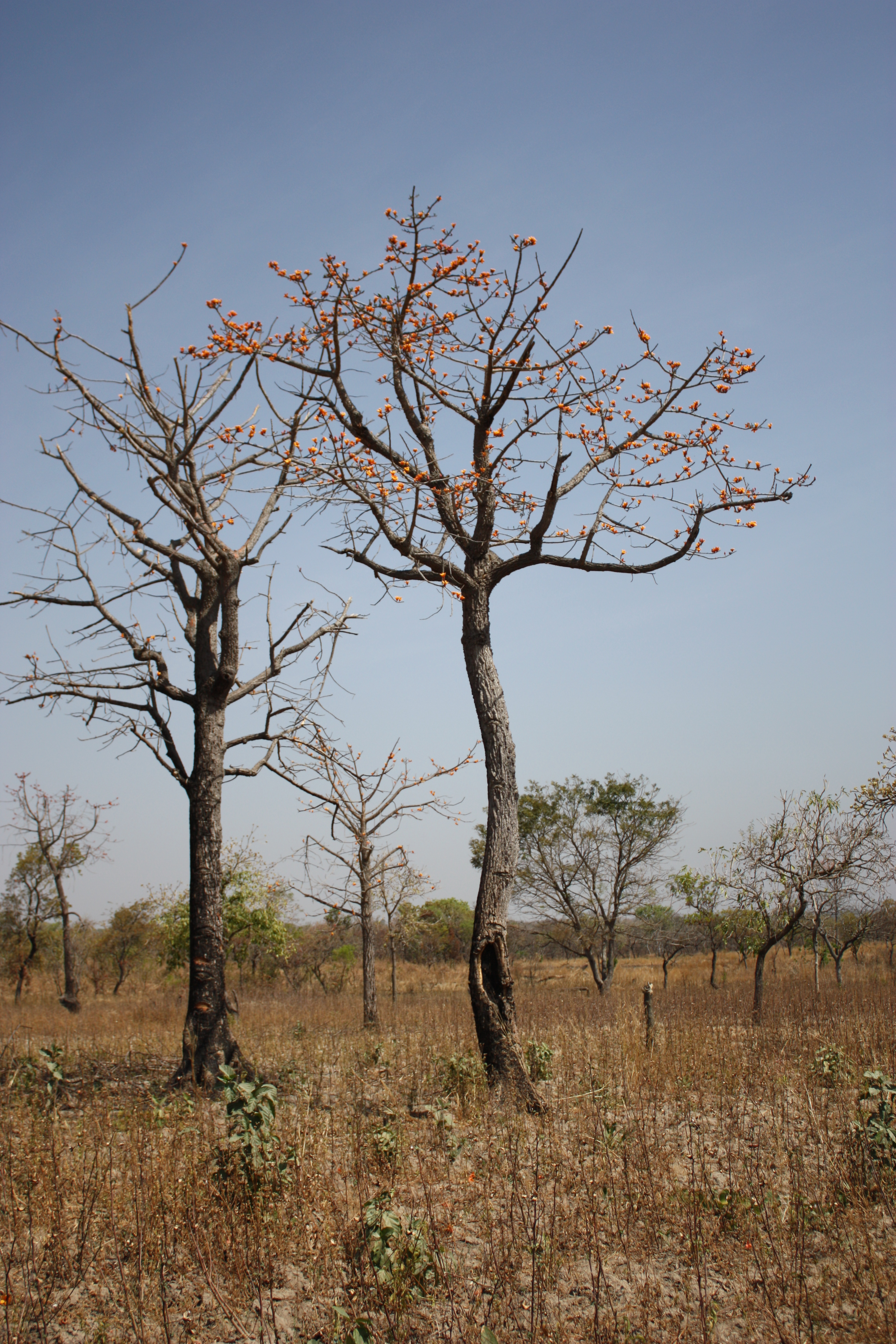
Bombax costatum en la sabana de Burkina Faso.

- Embalse de Bagre, 368 km², 11°34′N 00°41′E. En el río Nakambé, o Volta Blanco, cerca de Bagré Village. El embalse se inauguró en 1993, y en 2009 se catalogó como sitio Ramsar. Ocupa una superficie de 255 km², tiene un volumen de 7 km³, en la presa hay dos turbinas que producen 16 MW y el nivel del agua se mantiene estable a 234-235 m. Captura el agua de una cuenca de 33.500 km² y riega un área de 8100 ha con unos 600.000 habitantes.[2] Entre la vegetación que rodea el lago hay Lannea acida, Vitellaria paradoxa, Tamarindus indica, Khaya senegalensis, Acacia albida y Acacia gourmaensis. Hay un centenar de hipopótamos protegidos que contribuyen a la riqueza piscícola.[3]

- Embalse de la Kompienga, 175,5 km², 11°11′ N 0°36′59″ E. En la región Centro-Este, incluye zonas de regadío y el embalse de 210 km², creado principalmente para proporcionar electricidad a Uagadugú. Inaugurada en 1988, la presa tiene 50 m de altura y produce 14,4 MW, además de favorecer la pesca y el cultivo en los alrededores. En la zona hay hipopótamos y leones; entre las aves, grulla coronada cuellinegra, y entre los árboles, el vulnerable mahogany africano. Hay unas 20.000 aves acuáticas, de las que unas 7000 son aves limícolas y 15.000 anátidas. La zona está amenazada por la erosión y la eutrofización debida a la contaminación por el ganado y el cultivo del algodón.

- Embalse de la Tapoa, 34,8 km², 12°6′53″ N 1°43′30″ E. En la región Este, inaugurado en 1950 en un afluente del Níger, el río Tapoa, que fluye solo seis meses al año entre junio y diciembre. El embalse permite practicar la pesca.

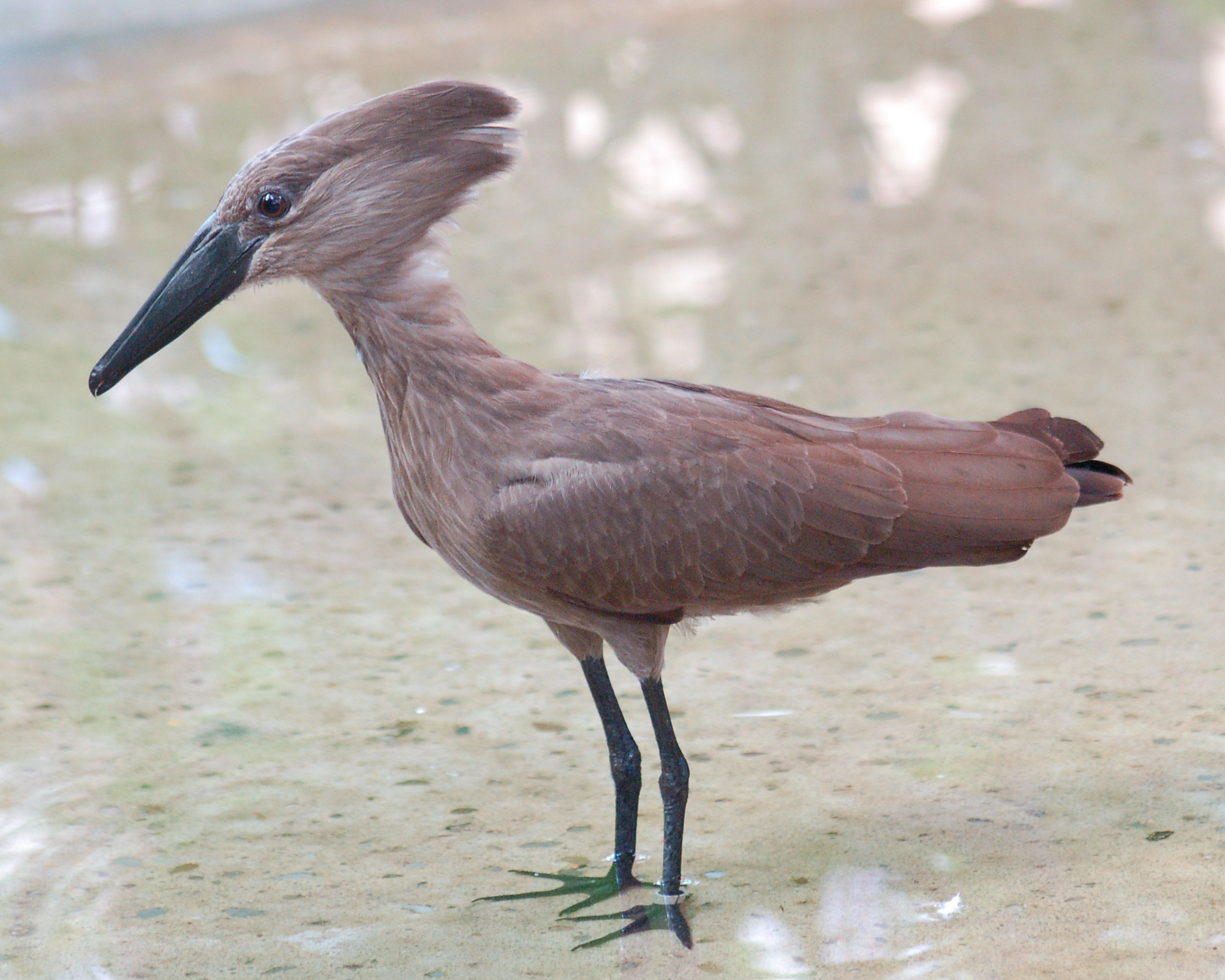
Ave martillo, presente en Burkina Faso

- Embalse de Tougouri, 12,2 km², 13°19′11″ N 0°32′6″ E. En la región Centro-Norte, se caracteriza por ser una reserva de especies higrófilas como Anogeissus leiocarpa, Khaya senegalensis, Mitragyna inermis y Ficus gnaphalocarpa. En el embalse hay cocodrilos del Nilo, en los alrededores garzas, patos, garcillas bueyeras, tejedor común, cerceta común, etc. Se practica la pesca y el pastoreo.

- Embalse de Yalgo, 45,2 km², 13°35′20″ N 0°19′9″ E. Inaugurado en 1954, en la provincia de Namentenga. Está rodeado por una vegetación de sabana dominada por Balanites aegyptiaca, Acacia nilotica, Diospyros mespiliformis (ébano africano, jakkalsbessie), Guiera senegalensis, Acacia pennata, Anogeissus leiocarpus (abedul africano) y Mitragyna inermis. Hay cocodrilo del Nilo, tortugas, pitones, varano de sabana, garza goliat, ave martillo, toco piquinegro y cuervo pío, amenazados por la caza y la pérdida de hábitat.

### Lagos
- Lago Bam, 53 km², 13°24′6″ N 1°31′8″ O. Lago de 30 km², 23 km de largo y 4 km de ancho a 302 m de altitud, cerca de Kongoussi, en la región Centro-Norte, en la zona de transición de la sabana sudanesa y la sudsaheliana, más seca; la parte arbolada está dominada por Vitellaria paradoxa, Parkia biglobosa, Tamarindus indica y Bombax costatum. Entre las aves, la garcilla bueyera y la lavandera boyera. Entre los peces, la tilapia del Nilo y Schilbe mystus. Hay una abundante población de cocodrilos y entre la población de los alrededores unos 800 pescadores.[4]

- Lago Tengrela, 580 ha, 10°38′38″ N 4°50′20″ O. Pequeño lago de 2 km de largo por 1,5 km de anchura conocido por los hipopótamos, que se consideran sagrados y no atacan a los humanos. Cerca de Banfora, en el sudoeste. El parque los alrededores es muy apreciado. Entre los árboles, Isoberlinia doka, Burkea africana (lila silvestre), Parkia biglobosa y Terminalia spp. Entre las aves hay cormoranes, garzas, andarríos y garcetas.[5]

- Lago Higa, 15 km², 13°36′50″ N 0°43′23″ E. Tiene una extensión de 228 ha a 271 m de altitud, en el nordeste del país, en el río Yali, tributario del río Sirba, y este del río Níger. En pleno Sahel, es una de las pocas fuentes de agua permanente. Se han encontrado 27 especies de peces, 98 especies de aves de sabana, incluyendo 81 africanas y 17 migratorias europeas, entre ellas pelícanos, patos y grullas. En peligro por las actividades humanas y el cambio climático.[6]

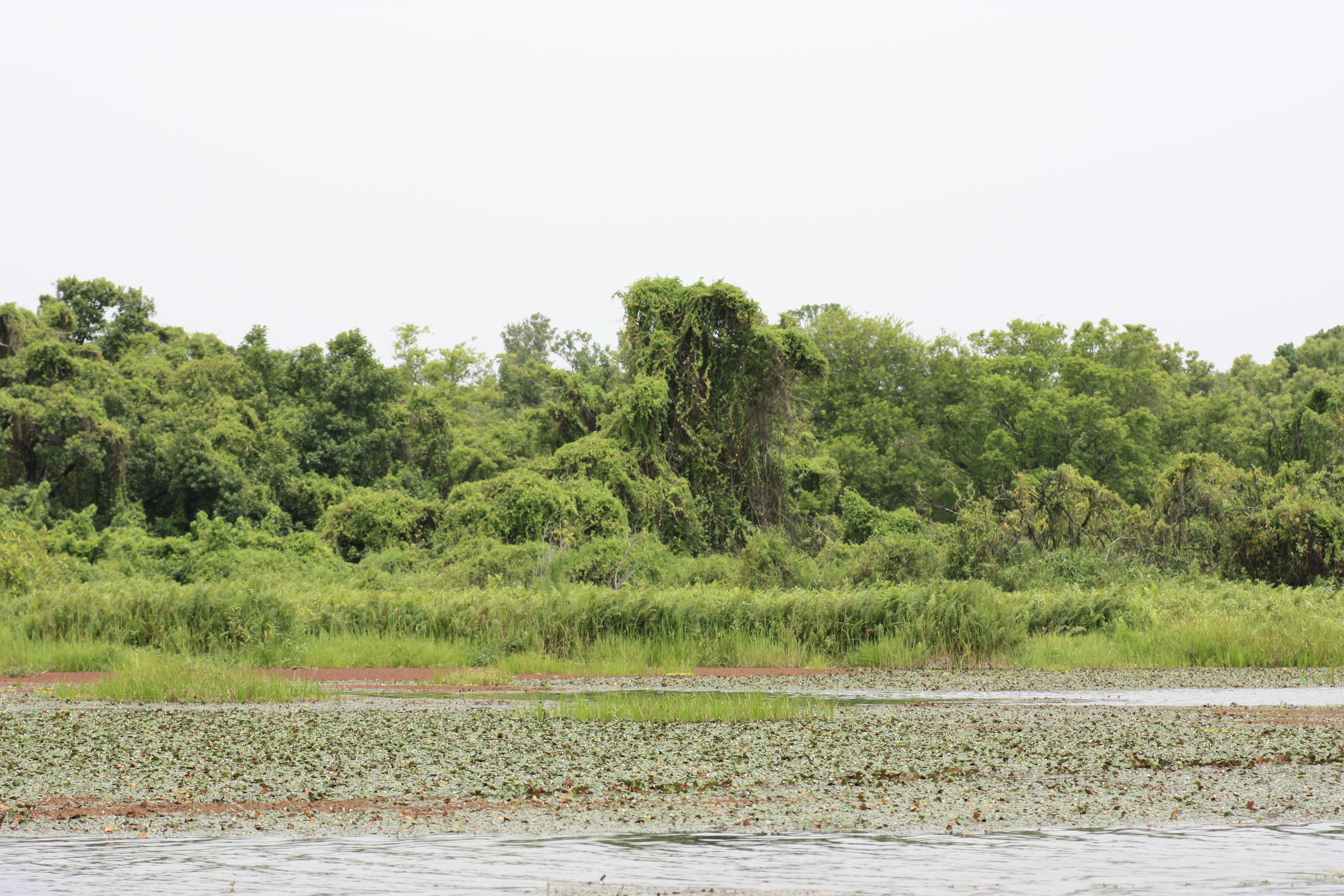
Laguna de los hipopótamos

- Lago Dem, 13,5 km², 13°12′1″ N 1°8′27″ O. En el centro-norte del país, tiene una extensión máxima de 5 km de largo por 2 km de ancho, en el río Volta Blanco, Es un refugio para las aves en el Sahel, importante para el control de las inundaciones en época de lluvias y fuente de recursos para los humanos. En el entorno crece la caoba africana (Khaya senegalensis) y el karité, y hay miles de aves migratorias (cerceta carretona, ánade rabudo, el pato cuchara común, jacana africana, cigüeña negra, garza goliat, gallineta roquera y pintada común, además de reptiles como el cocodrilo del Nilo y el varano.[7]

- Complejo del Parque urbano Bãngr–Weoogo y del lago de los tres embalses, 945 ha, 12°23′N 01°31′W. Es un humedal urbano en el centro de Uagadugú, comprende un parque urbano y los tres embalses de la ciudad. Con todo posee espacios de sabana, bosque y lagunas. Todas las especies son introducidas, como las tortugas de los géneros Trionyx y Cyclanorbis y el antílope ruano. Entre los árboles, Khaya senegalensis y karité. El río Kugri-suingo, que atraviesa el parque, se considera sagrado.[8]

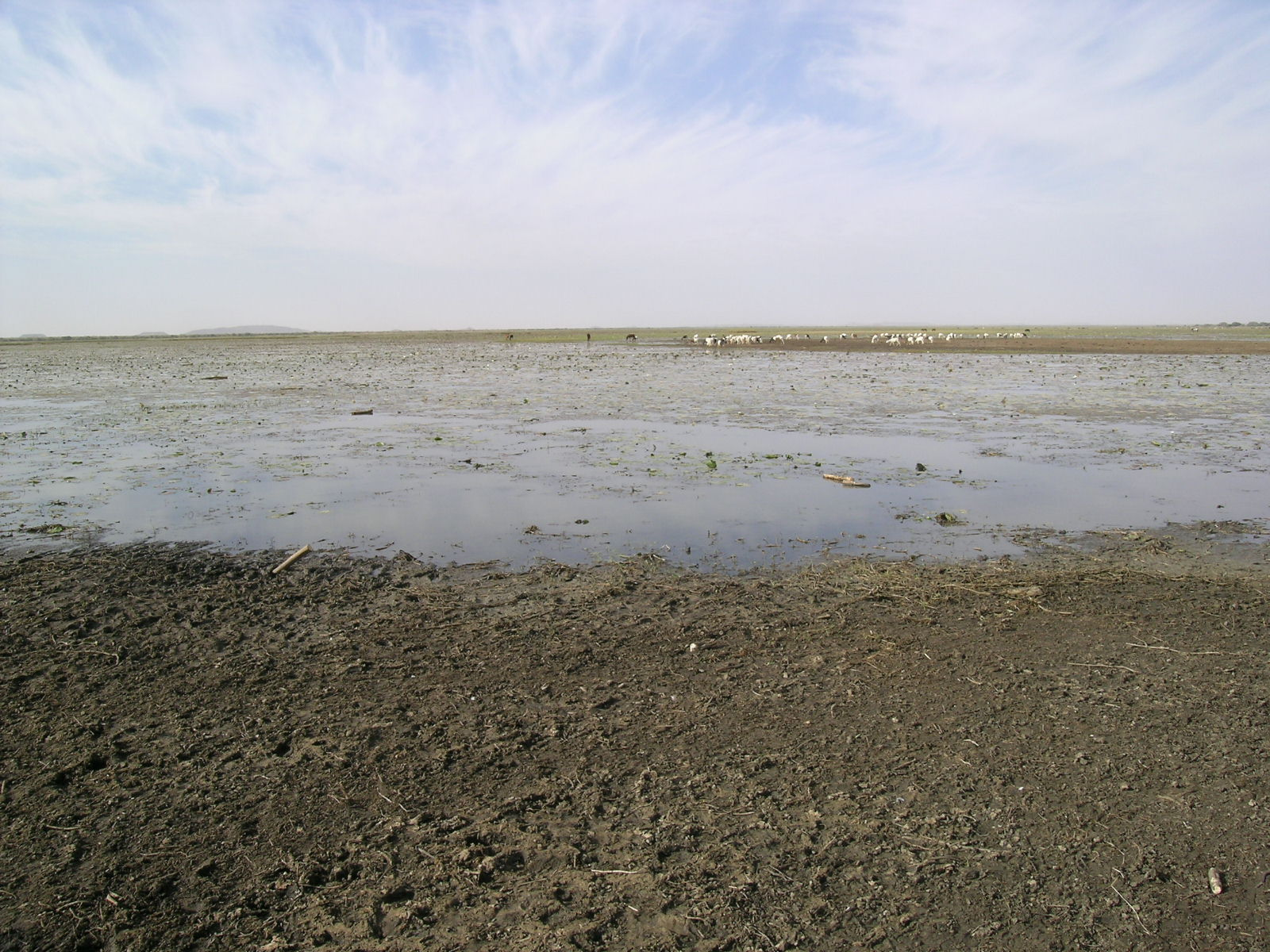
Laguna de Oursi

- Laguna de los hipopótamos, 192 km², 11°36′11″ N 4°8′36″ O. En la provincia de Houet, 60 km al norte de Bobo Diulaso. Es un lugar famoso por los hipopótamos que viven siempre en sus aguas. En los alrededores viven elefantes, jabalíes, bushbuck septentrional y antílope ruano.

- Santuario de aves Laguna de Oursi, 350 km², 14°38′53″ N 0°27′27″ E. En la provincia de Oudalan, en el extremo norte del país, rodeada por un terreno ondulado de arbustos y árboles de tipo saheliano por el sur y el oeste, y por un llano con dunas por el norte y el este. Perenne cuando llueve normalmente, alberga un carrizal y aves migratorias africanas y europeas. En la zona hay liebres, gacelas, tejones (Mellivora capensis)) y chacales.[9] Forma parte de un conjunto de siete lagos estacionales, de los cuales los mayores son Oursi y Darkoyé, en la Reserva parcial del Sahel. Salvo el de Oursi, que se halla en la base de las dunas, los demás, Darkoye, Kouyéra, Yomboli, Kissi y Bangao se hallan en la estepa abierta, al oeste del pueblo de Markoyé. La reserva, que es IBA, zona de interés internacional por las aves, incluye las zonas entre los lagos, con dunas, herbazales desérticos, eriales, cuencas secas de drenaje, inselbergs y una serie de colinas. El nivel de los lagos depende de las lluvias entre julio y septiembre, y es muy variable. Hay importantes bosquetes de acasias y Ficus spp. En época de lluvias crecen plantas como Aeschynomene lotus, Cyperus alopecuroides, Echinochloa stagnina, Echinochloa pyramidalis y Oryza longistaminata.[10]

- Laguna de Darkoyé, 17,2 km², 14°41′38″ N 0°5′10″ E. Provincia de Oudalan, región del Sahel.

- Laguna de Yomboli, 835 ha, 14°38′36″ N 0°20′18″ E. Provincia de Oudalan, región del Sahel.

### Cuencas aluviales
- Abanico aluvial de Bahn, 100 km², 14°09′N 02°33′W. Se encuentra cerca de la frontera con Malí, en el departamento de Bahn, en la Región Norte. Está formado por ríos y lagunas estacionales en depresiones conectadas por canales y rodeadas de un bosque seco dominado por arbustos espinosos de Combretacea. La vegetación forma bosques de galería corriente arriba del Banh, una cuenca corta que se abre en abanico en dirección a Malí y cuyas aguas se pierden y evaporan en la llanura. En la zona hay jabalíes, cocodrilos y chacales, y es refugio de miles de aves que incluyen el francolín, la gallina de Guinea y aves migratorias que vienen del delta interior del Níger. Tras la estación húmeda, en octubre-noviembre, los habitantes de la zona se acercan a pastorear.[11]

- Zona de confluencia Mouhoun-Sourou, 233 km², 12°41′N 03°19′W. En la confluencia de los ríos Sourou y Mouhun (Volta Negro), donde este gira hacia el sur, en el llamado bucle del Mouhoun, en la región Bucle de Mouhoun. A partir de la unión de los dos ríos y hacia el sur, se forma un enorme humedal en el que hay una gran diversidad de peces, como las tilapias Sarotherodon galilaeus, Oreochromis niloticus y Tilapia zillii, el siluro Clarias gariepinus, la arowana del Nilo (Heterotis niloticus) y el aba. Hay hipopótamos, y entre las especies foerstales Khaya senegalensis, Faidherbia albida, Vitellaria paradoxa y Parkia biglobosa (este último produce el condimento llamado sumbala). El lugar incluye dos reservas forestales, Say o Sâ (54 km²) y Sourou (140 km²).[12]

- Complejo de áreas protegidas Pô-Nazinga-Sissili, 3020 km², 11°19′N 01°22′W. También llamado CAP/PONASI”, se extiende por tres regiones, Centro-Este, Región Centro-Oeste (Burkina Faso)Centro-Oeste y Centro-Sur. Hay elefantes, búfalos, antílopes sable y antílopes acuáticos. Actúa como un corredor ecológico que permite la ciruclación de animales, como los elefantes, desde Ghana (parque nacional Mole). Está en la ruta de numerosas especies paleárticas, como la cigüeña.[13]

- Valle del Sourou, 211,6 km², 13°00′N 03°27′W. Al noroeste del país, forma parte de un sitio Ramsar transfronterizo que continúa en Malí, en la llanura aluvial del río Sourou, de 565 km². El Sourou circula hacia el sur desde Malí y desemboca en el bucle del Volta Negro. Este largo valle contiene vegetación de sabana sudanesa, con distintas especies de plantas amenazadas, como el karité y especies animales como el hipopótamo, la tórtola europea y el halcón peregrino. También alberga una gran población de aves acuáticas.[14] Desde 1980, una presa construida en la confluencia de los ríos Sourou y Mouhoun mantiene permanentemente inundada una zona de 55 km de longitud y una anchura que varía entre unos cientos de metros y 4 km, que forma una zona baja cubierta de hierbas perennes como Echinocloa pyramidalis (hierba antílope), Echinocloa stagnina y Vossia cuspidata (estas últimas llamadas comúnmente (hierba hipopótamo). En la orilla oeste hay acacias, y a medida que nos alejamos del curso, predomina la sabana sudanesa y sub-saheliana. Entre las aves, numerosas anátidas, y entre los mamíferos, algún elefante, leones y numerosos hipopótamos.[15]

- Cuenca del Nakanbé-Mané, 195 km², 12°58′N 01°25′W. En el río Volta Blanco, es un humedal continental estacional que contiene un lago artificial y una reserva forestal única de 1.000 hectáreas compuesta por árboles de la especie Acacia nilotica y sabana, junto al pueblo de Yabo. Hay monos, conejos, pitones y cocodrilos del Nilo.[16]

### Bosques
- Bosque en galería de Léra, 542 ha
- Corredor forestal del bucle del Mouhoun, 1345,5 km²

- Bosque clasificado y reserva parcial de fauna de Comoé-Léraba, 1245 km², 09°50′N 04°40′W. En el sudoeste, en la frontera con Costa de Marfil, en la región Cascades, es una zona de transición entre la sabana y la selva tropical con ríos permanentes y marismas estacionales de agua dulce, además de bosque seco denso, sabana arbustiva y pastizales. Hay unas diez áreas rpotegidas en la zona que foman parte de la unidad ecológica Comoé-Léraba, a 105 km de Banfora, en una zona de grandes planicies con un sustrato de gneis y granito y suelos ferruginosos. Es la zona más húmeda de Burkina, con precipitaciones de 1000-1200 mm y temperaturas medias entre 17 y 36.oC. El río Comoe y el río Leraba son permanentes. Hay rebaños de búfalos, búbalos, hipotragos, cobos, babuinos, monos rojos, facoceros, etc.[17]